# Jednolite opakowanie wyrobów tytoniowych

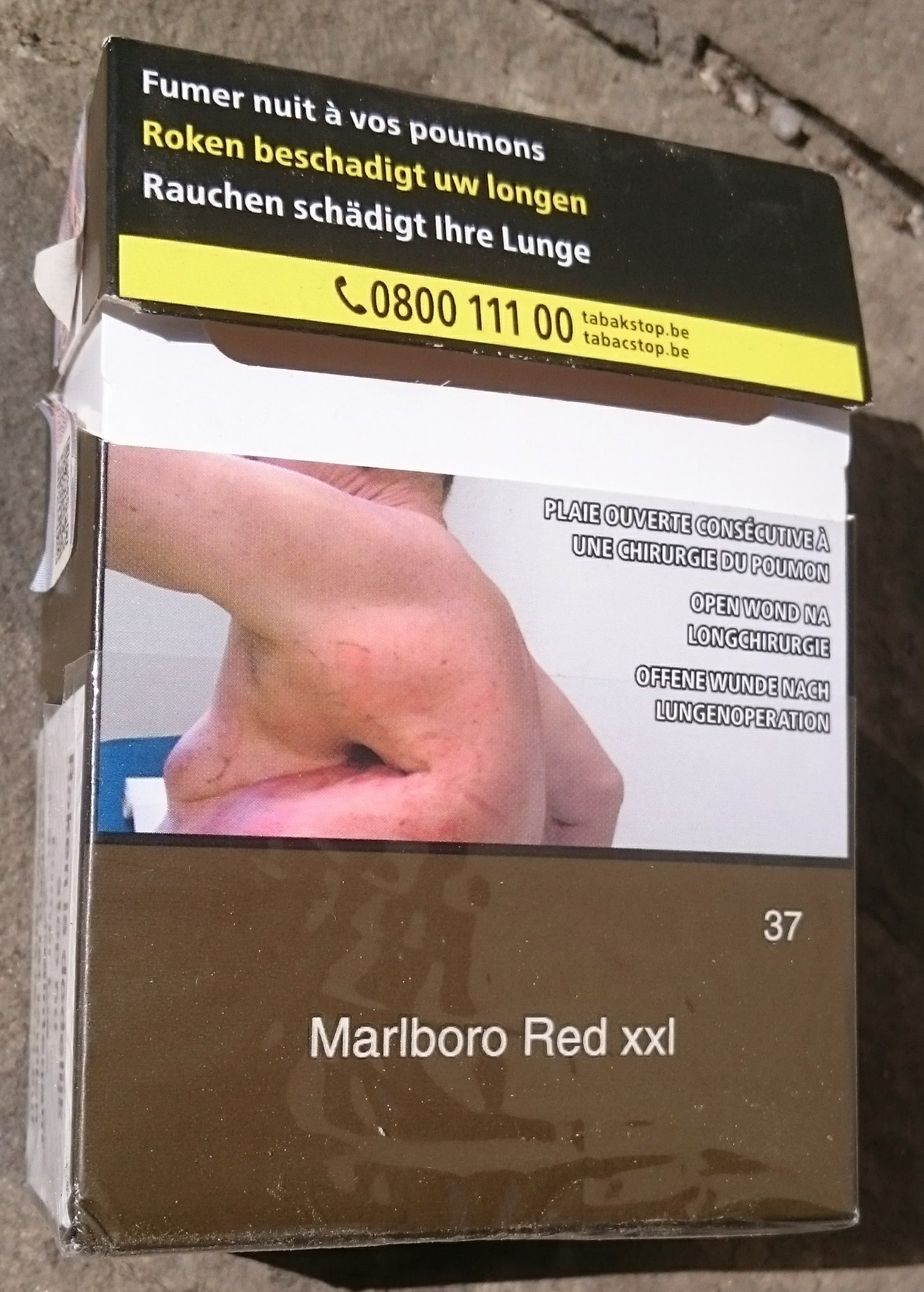
Belgijska paczka papierosów

Jednolite opakowanie wyrobów tytoniowych – pojęcie odnoszące się do zunifikowanego opakowania wyrobów tytoniowych, pozbawionego znaków towarowych, kolorów, logotypów i innych środków stylistyki graficznej. Jednolite opakowania zawierają jedynie nazwę wyrobu napisaną standardową czcionką obok przestróg zdrowotnych, informacji o zawartości substancji toksycznych i innych urzędowo zatwierdzonych elementów. Paczki papierosów i innych wyrobów są w kolorze ciemnego khaki mającego oznaczenie 448 C w katalogu kolorów Pantone, który wybrano w Australii po zakończeniu zleconych przez rząd badań mających wyłonić najmniej przyjemny w odbiorze kolor. Powodem ujednolicenia opakowań było założenie, że kolorowe i atrakcyjne pudełka zachęcają do zakupu tytoniu, zwłaszcza młodych ludzi.

## Historia
Ostrzeżenia o szkodliwości palenia umieszczane na paczkach papierosów zaczęły pojawiać się na początku lat 70, np. w Wielkiej Brytanii wprowadzono je w 1971 r. Pierwsze próby ujednolicenia opakowań wyrobów tytoniowych miały miejsce w latach 90 XX w., m.in. w Kanadzie, jednak nie osiągnięto porozumienia, również na skutek sprzeciwu wytwórców wyrobów tytoniowych, i próby standaryzacji zostały porzucone. W 2008 w Nowej Zelandii po raz pierwszy zastosowano graficzne ostrzeżenia o szkodliwości palenia wyrobów tytoniowych. Jednolite opakowania wyrobów tytoniowych zostały po raz pierwszy wprowadzone w grudniu 2012 w Australii, a następnie w r. 2015 we Francji. Rozwiązania zbliżone do australijskich weszły w życie w Wielkiej Brytanii w maju 2017. Zgodnie z ustawą, paczka musi zawierać minimum 20 szt. papierosów, aby być w stanie pomieścić ostrzeżenia, których powierzchnia musi wynosić 65% przedniej części opakowania. Podobne przepisy dotyczą również tytoniu do skręcania, a paczka musi zawierać min. 30 g tytoniu. Ponadto możliwe są dalsze zmiany: zabronienie używania w nazwach wyrobów takich określeń jak "smooth" czy "gold" oraz dalsze zmiany w kształcie opakowań. Inne kraje są w trakcie wprowadzania zmian (Irlandia, Francja), bądź pracują nad odpowiednim ustawodawstwem (m.in. Słowenia, Norwegia i Węgry).

## Skutki

Wprowadzanie jednolitych opakowań na świecie. Kolorem czerwonym oznaczono kraje, w których wprowadzono regulację, różowym te, które pracują nad wprowadzeniem uniformizacji

Ujednolicenie opakowań tytoniowych w Australii nie spowodowało zmiany trendów w konsumpcji wyrobów tytoniowych, a jednocześnie rozwinęła się szara strefa. Według danych opublikowanych przez australijski Departament Zdrowia, w okresie 34 miesięcy od wprowadzenia regulacji (grudzień 2012 – wrzesień 2015) odsetek palaczy zmniejszył się dzięki ich wprowadzeniu o około 0,55 p.p. (ogółem w okresie tym odnotowano spadek liczby palaczy o 2 p.p., na co wpływ miały także m.in. wzrosty akcyzy i czynniki socjodemograficzne). Jednocześnie badania przeprowadzone po ujednoliceniu opakowań wskazały, że konsumenci uważają, że papierosy opakowane w zuniformizowane opakowania mają gorszy smak. Według innych badań, po wprowadzeniu obostrzeń liczba palaczy wzrosła o 57 tys. Wzrosło przy tym zjawisko przemytu wyrobów tytoniowych z krajów azjatyckich, a udział kontrabandy w ogólnym rynku szacuje się na 13 proc. Jest to związane również z podwyżką akcyzy o 25%, która nastąpiła równolegle ze standardyzacją opakowań. W Wielkiej Brytanii szacuje się, że ujednolicenie opakowań może spowodować spadek liczby osób palących tytoń o 300 tys.. Jednocześnie Światowa Organizacja Zdrowia przestrzega, że uniformizacja nie jest magicznym rozwiązaniem i musi być stosowana równolegle z zakazem reklamy wyrobów tytoniowych, jak również obłożeniem ich wyższymi podatkami.

## Sprzeciw
Ograniczenia w wyglądzie opakowań wyrobów tytoniowych wzbudziły protesty przedsiębiorstw produkujących wyroby tytoniowe. Próbowano na różne sposoby zapobiec uniformizacji, walcząc w sądach. Producenci, w tym British American Tobacco, Imperial, Japan International i Philip Morris International, argumentowali, że narzucony wygląd opakowań łamie prawa człowieka i prawo do własności intelektualnej. Wprowadzenie jednolitych opakowań pociągnęło za sobą procesy wytaczane przez producentów wyrobów tytoniowych. W Wielkiej Brytanii Sąd Najwyższy nie zgodził się na odwołanie od decyzji nakazującej uniformizację opakowań. Kontestując decyzję, organizacja Tobacco Manufacturers' Association stwierdziła, że uniformizacja opakowań spowodowana jest raczej przez dogmatyczne nastawienie niż przez twarde fakty. We Francji kompanie producenckie zaprotestowały, symbolicznie przykrywając workami na śmieci kamery wychwytujące ograniczenie prędkości, argumentując, że pozbawienie wpływów do budżetu z tego powodu można porównać ze stratami w budżecie spowodowanymi przez brak dochodów z akcyzy ze sprzedanych wyrobów tytoniowych. 
Producenci wyrobów tytoniowych próbują obejść regulacje przez walkę cenową i umieszczeniem odpowiednio zaprojektowanych nalepek z ceną na opakowaniach, co również jest złamaniem zapisów ustawy. Inną strategią jest zmiana nazw wyrobów, np. użycie słowa "real" mającego sugerować wyrób o pełnym smaku.